# Василівщина (Росія)
Василівщина (рос. Василёвщина) — присілок у Марьовському районі Новгородської області Російської Федерації.
Населення становить 4  особи. Належить до муніципального утворення Молотвицьке сільське поселення.

## Історія
До 1927 року населений пункт перебував у складі Новгородської губернії. У 1927-1944 роках перебував у складі Ленінградської області.

## Населення
| 2010 | 2012 | 2013 | 2014 | 2015 | 2016 |
| ---- | ---- | ---- | ---- | ---- | ---- |
| 8    | ↘7   | ↘5   | →5   | →5   | ↘4   |